# Natalia Meets The Pointer Sisters
Natalia Meets the Pointer Sisters was een uniek dubbelconcert van de Belgische zangeres Natalia en de Amerikaanse zussen The Pointer Sisters. Van deze optredens zijn verschillende live cd's uitgebracht. Het is ook het éérste livealbum dat uitkwam van Natalia.
Elke concertganger kon diezelfde avond een live cd van het concert dat hij/zij bijgewoond had, meenemen. Elk concert had zijn eigen live cd, wat een wereldwijde première was.
Een live cd bestond nooit uit het volledige concert, de schijfjes zelf werden gedrukt tijdens de bisnummers van het optreden.
Van de live cd's werden 15.000 exemplaren verkocht.

## Tracks
- Intro
- Ridin' By
- Fragile Not Broken
- This Time
- Back For More
- Shelter
- Elvis-Medley
- Happiness
- Automatic
- He's So Shy
- Should I Do It
- Dare Me
- Jump
- I've Only Just Begun To Fight
- Fire
- Chain of Fools
- Neutron Dance
- Slow Hand
- Got a little Something For You
- What a man
- Higher than the sun
- Unspeakable
- I want you back
- Risin'
- Think
- I'm So Excited
- Sisters Are Doin' It for Themselves